# Kabupaten Lampung Tengah
Kabupaten Lampung Tengah är ett kabupaten i Indonesien.   Det ligger i provinsen Lampung, i den västra delen av landet, 230 km nordväst om huvudstaden Jakarta. Antalet invånare är 1 253 001.